# 奧波列動物園
奧波列動物園（波蘭語：Ogród Zoologiczny w Opolu）, 是位於波蘭奥波莱市的一座動物園，於1930年設立， 面積有20公頃，內含約240種1000隻動物，動物園位於奧得河的Bolko島。

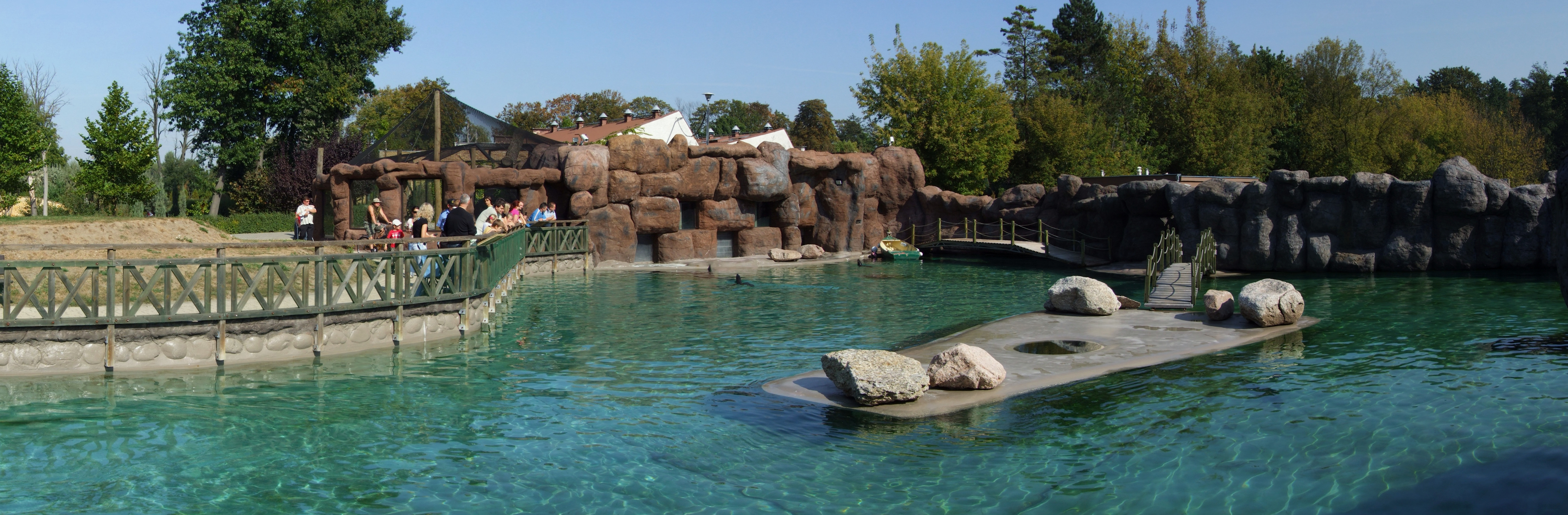
California sea lions in Zoo Opole

## 外部連結
维基共享资源上的相關多媒體資源：奧波列動物園
- 官方网站